# Episodi di Lucy Show (seconda stagione)
La seconda stagione della serie televisiva Lucy Show (The Lucy Show) è andata in onda negli Stati Uniti dal 30 settembre 1963 al 27 aprile 1964 sulla CBS.
| nº | Titolo originale                    | Prima TV USA      | Titolo italiano | Prima TV Italia |
| -- | ----------------------------------- | ----------------- | --------------- | --------------- |
| 1  | Lucy Plays Cleopatra                | 30 settembre 1963 |                 |                 |
| 2  | Kiddie Parties, Inc.                | 7 ottobre 1963    |                 |                 |
| 3  | Lucy and Viv Play Softball          | 14 ottobre 1963   |                 |                 |
| 4  | Lucy Gets Locked in the Vault       | 21 ottobre 1963   |                 |                 |
| 5  | Lucy and the Safe Cracker           | 28 ottobre 1963   |                 |                 |
| 6  | Lucy Goes Duck Hunting              | 7 novembre 1963   |                 |                 |
| 7  | Lucy and the Bank Scandal           | 11 novembre 1963  |                 |                 |
| 8  | Lucy Decides to Redecorate          | 18 novembre 1963  |                 |                 |
| 9  | Lucy Puts Out a Fire at the Bank    | 2 dicembre 1963   |                 |                 |
| 10 | Lucy and the Military Academy       | 9 dicembre 1963   |                 |                 |
| 11 | Lucy's College Reunion              | 16 dicembre 1963  |                 |                 |
| 12 | The Loophole in the Lease           | 23 dicembre 1963  |                 |                 |
| 13 | Lucy Conducts the Symphony          | 30 dicembre 1963  |                 |                 |
| 14 | Lucy Plays Florence Nightengale     | 6 gennaio 1964    |                 |                 |
| 15 | Lucy Goes to Art Class              | 13 gennaio 1964   |                 |                 |
| 16 | Chris Goes Steady                   | 20 gennaio 1964   |                 |                 |
| 17 | Lucy Takes Up Golf                  | 27 gennaio 1964   |                 |                 |
| 18 | Lucy Teaches Ethel Merman to Sing   | 3 febbraio 1964   |                 |                 |
| 19 | Ethel Merman and the Boy Scout Show | 10 febbraio 1964  |                 |                 |
| 20 | Lucy and Viv Open a Restaurant      | 17 febbraio 1964  |                 |                 |
| 21 | Lucy Takes a Job at the Bank        | 24 febbraio 1964  |                 |                 |
| 22 | Viv Moves Out                       | 2 marzo 1964      |                 |                 |
| 23 | Lucy Is Her Own Lawyer              | 9 marzo 1964      |                 |                 |
| 24 | Lucy Meets a Millionaire            | 16 marzo 1964     |                 |                 |
| 25 | Lucy Goes into Politics             | 23 marzo 1964     |                 |                 |
| 26 | Lucy and the Scout Trip             | 30 marzo 1964     |                 |                 |
| 27 | Lucy Is a Process Server            | 20 aprile 1964    |                 |                 |
| 28 | Lucy Enters a Baking Contest        | 27 aprile 1964    |                 |                 |

## Lucy Plays Cleopatra
- Prima televisiva: 30 settembre 1963
- Diretto da: Jack Donohue
- Scritto da: Bob Carroll, Jr., Bob Schiller, Bob Weiskopf, Madelyn Davis

### Trama
- Guest star: Hans Conried (dottor Gitterman), Mary Jane Croft (Audrey Simmons)

## Kiddie Parties, Inc.
- Prima televisiva: 7 ottobre 1963
- Diretto da: Jack Donohue
- Scritto da: Bob Carroll, Jr., Bob Schiller, Bob Weiskopf, Madelyn Davis

### Trama
- Guest star: Jimmy Gaines, Ronnie Dapo, Lyle Talbot, Sid Gould

## Lucy and Viv Play Softball
- Prima televisiva: 14 ottobre 1963
- Diretto da: Jack Donohue
- Scritto da: Madelyn Davis, Bob Weiskopf, Bob Schiller, Bob Carroll, Jr.

### Trama
- Guest star: William Schallert (Mr. Cresant), Mary Wickes (Fran), Mary Jane Croft (Audrey Simmons)

## Lucy Gets Locked in the Vault
- Prima televisiva: 21 ottobre 1963
- Diretto da: Jack Donohue
- Scritto da: Madelyn Davis, Bob Weiskopf, Bob Schiller, Bob Carroll, Jr.

### Trama
- Guest star: Ellen Corby (Miss Tanner), Sid Gould (reporter), Barry Livingston (Arnold Mooney)

## Lucy and the Safe Cracker
- Prima televisiva: 28 ottobre 1963
- Diretto da: Jack Donohue
- Scritto da: Bob Carroll, Jr., Bob Schiller, Bob Weiskopf, Madelyn Davis

### Trama
- Guest star: James Flavin, Louis Nicoletti, William Woodson, Karen Norris, Jay Novello (Mr. Bundy), Ellen Corby (Miss Tanner)

## Lucy Goes Duck Hunting
- Prima televisiva: 7 novembre 1963
- Diretto da: Jack Donohue
- Scritto da: Bob Carroll, Jr., Bob Schiller, Bob Weiskopf, Madelyn Davis

### Trama
- Guest star: Keith Andes (Bill King)

## Lucy and the Bank Scandal
- Prima televisiva: 11 novembre 1963
- Diretto da: Jack Donohue
- Scritto da: Madelyn Davis, Bob Weiskopf, Bob Schiller, Bob Carroll, Jr.

### Trama
- Guest star: Eddie Applegate (Bob Mooney), James Flavin (sergente Wilcox)

## Lucy Decides to Redecorate
- Prima televisiva: 18 novembre 1963
- Diretto da: Jack Donohue
- Scritto da: Madelyn Davis, Bob Weiskopf, Bob Schiller, Bob Carroll, Jr.

### Trama
- Guest star:

## Lucy Puts Out a Fire at the Bank
- Prima televisiva: 2 dicembre 1963
- Diretto da: Jack Donohue
- Scritto da: Bob Carroll, Jr., Bob Schiller, Bob Weiskopf, Madelyn Davis

### Trama
- Guest star: Irwin Charone (poliziotto), Carole Cook (Thelma Green), Mary Wickes (Fran), James Gonzalez (sportellista della banca), Mary Jane Croft (Audrey Simmons), Sid Gould (Thompson), Alan Hale, Jr. (pompiere Instructor)

## Lucy and the Military Academy
- Prima televisiva: 9 dicembre 1963
- Diretto da: Jack Donohue
- Scritto da: Madelyn Davis, Bob Weiskopf, Bob Schiller, Bob Carroll, Jr.

### Trama
- Guest star: Lee Aaker (Cadet), Leon Ames, Jackie Coogan, Stephen Talbot (cadetto Clark)

## Lucy's College Reunion
- Prima televisiva: 16 dicembre 1963
- Diretto da: Jack Donohue
- Scritto da: Madelyn Davis, Bob Weiskopf, Bob Schiller, Bob Carroll, Jr.

### Trama
- Guest star: Tina Cole (Coed), Roland Winters (Dean of the College)

## The Loophole in the Lease
- Prima televisiva: 23 dicembre 1963
- Diretto da: Jack Donohue
- Scritto da: Bob Carroll, Jr., Bob Schiller, Bob Weiskopf, Madelyn Davis

### Trama
- Guest star:

## Lucy Conducts the Symphony
- Prima televisiva: 30 dicembre 1963
- Diretto da: Jack Donohue
- Scritto da: Bob Carroll, Jr., Bob Schiller, Bob Weiskopf, Madelyn Davis

### Trama
- Guest star: Wally Cox (Harold), Jack Donohue (conducente), Leon Belasco

## Lucy Plays Florence Nightengale
- Prima televisiva: 6 gennaio 1964
- Diretto da: Jack Donohue
- Scritto da: Madelyn Davis, Bob Weiskopf, Bob Schiller, Bob Carroll, Jr.

### Trama
- Guest star: Bernie Kopell (medico)

## Lucy Goes to Art Class
- Prima televisiva: 13 gennaio 1964
- Diretto da: Jack Donohue
- Scritto da: Madelyn Davis, Bob Weiskopf, Bob Schiller, Bob Carroll, Jr.

### Trama
- Guest star: Robert Alda (John Brooks III), John Carradine (Mr. Guzman)

## Chris Goes Steady
- Prima televisiva: 20 gennaio 1964
- Diretto da: Jack Donohue
- Scritto da: Bob Carroll, Jr., Bob Schiller, Bob Weiskopf, Madelyn Davis

### Trama
- Guest star: Michael J. Pollard (Ted Mooney)

## Lucy Takes Up Golf
- Prima televisiva: 27 gennaio 1964
- Diretto da: Jack Donohue
- Scritto da: Bob Carroll, Jr., Bob Schiller, Bob Weiskopf, Madelyn Davis

### Trama
- Guest star: Jimmy Demaret (se stesso), Gary Morton (Gary)

## Lucy Teaches Ethel Merman to Sing
- Prima televisiva: 3 febbraio 1964
- Diretto da: Jack Donohue
- Scritto da: Madelyn Davis, Bob Weiskopf, Bob Schiller, Bob Carroll, Jr.

### Trama
- Guest star: Ethel Merman (se stessa), Keith Thibodeaux

## Ethel Merman and the Boy Scout Show
- Prima televisiva: 10 febbraio 1964
- Diretto da: Jack Donohue
- Scritto da: Madelyn Davis, Bob Weiskopf, Bob Schiller, Bob Carroll, Jr.

### Trama
- Guest star: Ethel Merman (se stessa (AKA: Agnes Schmidlapp)

## Lucy and Viv Open a Restaurant
- Prima televisiva: 17 febbraio 1964
- Diretto da: Jack Donohue
- Scritto da: Bob Carroll, Jr., Bob Schiller, Bob Weiskopf, Madelyn Davis

### Trama
- Guest star: Jay Ose, Alan Hewitt, Kathleen Freeman (Kathleen), Jack Albertson, Benny Rubin

## Lucy Takes a Job at the Bank
- Prima televisiva: 24 febbraio 1964
- Diretto da: Jack Donohue
- Scritto da: Madelyn Davis, Bob Weiskopf, Bob Schiller, Bob Carroll, Jr.

### Trama
- Guest star: Carole Cook (Thelma Green), Mary Jane Croft (Audrey Simmons), Kathleen Freeman (Kathleen)

## Viv Moves Out
- Prima televisiva: 2 marzo 1964
- Diretto da: Jack Donohue
- Scritto da: Madelyn Davis, Bob Weiskopf, Bob Schiller, Bob Carroll, Jr.

### Trama
- Guest star: Jerry Lanning (Bob Schaeffer), Roberta Sherwood (Roberta Schaeffer)

## Lucy Is Her Own Lawyer
- Prima televisiva: 9 marzo 1964
- Diretto da: Jack Donohue
- Scritto da: Bob Carroll, Jr., Bob Schiller, Bob Weiskopf, Madelyn Davis

### Trama
- Guest star:

## Lucy Meets a Millionaire
- Prima televisiva: 16 marzo 1964
- Diretto da: Jack Donohue
- Scritto da: Bob Carroll, Jr., Bob Schiller, Bob Weiskopf, Madelyn Davis

### Trama
- Guest star: Cesare Danova (Umberto Fabriani), Jay Novello (Tony DiBello)

## Lucy Goes into Politics
- Prima televisiva: 23 marzo 1964
- Diretto da: Jack Donohue
- Scritto da: Madelyn Davis, Bob Weiskopf, Bob Schiller, Bob Carroll, Jr.

### Trama
- Guest star:

## Lucy and the Scout Trip
- Prima televisiva: 30 marzo 1964
- Diretto da: Jack Donohue
- Scritto da: Madelyn Davis, Bob Weiskopf, Bob Schiller, Bob Carroll, Jr.

### Trama
- Guest star: Desi Arnaz, Jr. (Cub Scout), Barry Livingston (Arnold Mooney)

## Lucy Is a Process Server
- Prima televisiva: 20 aprile 1964
- Diretto da: Jack Donohue
- Scritto da: Bob Carroll, Jr., Bob Schiller, Bob Weiskopf, Madelyn Davis

### Trama
- Guest star: Keith Thibodeaux (Ragazzo alla stazione ferroviaria)

## Lucy Enters a Baking Contest
- Prima televisiva: 27 aprile 1964
- Diretto da: Jack Donohue
- Scritto da: Bob Carroll, Jr., Bob Schiller, Bob Weiskopf, Madelyn Davis

### Trama
- Guest star: Mary Jane Croft (Audrey Simmons)